# 앨라배마 주의회

앨라배마 주의회(Alabama Legislature)는 미국 앨라배마주정부의 입법부이다. 앨라배마주 하원과 앨라배마주 상원으로 구성된 양원제 기관이다. 이는 양원의 의원이 4년 임기를 갖고 모두가 동일한 주기로 선출되는 몇 안 되는 주의회 중 하나이다. 가장 최근 선거는 2022년 11월 8일에 있었다. 새로운 입법부는 선거 후 며칠 이내에 앨라배마 주 국무장관이 선거 결과를 인증한 후 즉시 취임한다.
주의회는 몽고메리 (앨라배마주)의 앨라배마주 의사당에서 회의를 개최한다. 근처에 있던 원래 국회의사당 건물은 1985년 개조 공사로 인해 폐쇄된 이후로 의회에서 정기적으로 사용되지 않았다. 21세기에는 행정부의 본거지이자 박물관으로도 활용되고 있다.